# Lammassaari (ö i Norra Savolax, Varkaus)
Lammassaari är en ö i Finland. Den ligger i sjön Haiseva och i kommunen Varkaus i den ekonomiska regionen  Varkaus ekonomiska region  och landskapet Norra Savolax, i den sydöstra delen av landet, 290 km nordost om huvudstaden Helsingfors. Öns area är 0,5 hektar och dess största längd är 150 meter i öst-västlig riktning.